# Käesalu
Käesalu – wieś w Estonii, w prowincji Harju, w gminie Keila.